# Эмпирические данные
Эмпирические данные (от др.-греч. εμπειρία [empeiría] «опыт») — данные, полученные через органы чувств, в частности путём наблюдения или эксперимента. В философии после Канта полученное таким образом знание принято называть апостериорным. Оно противопоставляется априорному, доопытному знанию, доступному через чисто умозрительное мышление.

## Значения понятия
Эмпирические данные — это информация, которая подтверждает представление об истинности или ложности какого-либо утверждения. С точки зрения эмпиризма, заявить о знании чего-либо можно только при наличии истинного представления, основанного на эмпирических данных. Такая позиция отличается от рационалистского подхода, в котором доказательством истинности или ложности некоторого суждения может быть умозаключение. Основной источник эмпирических данных — чувственное восприятие. Хотя другие источники данных, такие как память и показания других людей, в конечном счёте сводятся к чувственному восприятию, они считаются вторичными, или косвенными.
В другом значении выражение «эмпирические данные» означает результат эксперимента. В этом контексте также используется понятие «полуэмпирические методы» — уточняющие теоретические методы, в которых наряду с результатами экспериментов используются базовые аксиомы или постулированные научные законы.
В науке эмпирические данные требуются для того, чтобы гипотеза получила признание научного сообщества. Как правило, такое признание достигается благодаря тщательному планированию экспериментов, рецензированию, воспроизведению результатов, презентации результатов на конференциях и публикациям в научных журналах.
Утверждения, основанные на эмпирических данных, часто называют апостериорными, то есть вытекающими из опыта, в отличие от априорных — предшествующих ему. Априорное знание или объяснение не зависит от опыта (например: «Все холостяки неженаты»), тогда как апостериорное знание или объяснение зависит от эмпирического знания (например: «Некоторые холостяки счастливы»). Различение апостериорного и априорного как эмпирического и неэмпирического знания восходит к «Критике чистого разума» Иммануила Канта.

## Проблема нейтральности эмпирического знания
Долгое время стандартный позитивистский подход к эмпирическому знанию рассматривал наблюдение, опыт и эксперимент как нейтральные способы разрешения противоречий между соперничающими теориями. Но начиная с 1960-х годов такая точка зрения постоянно подвергается критике. Одним из первых учёных, выступивших с такой критикой, был Томас Кун. Критики позитивистского подхода к эмпирическому знанию указывают, что эмпирические методы находятся под влиянием предшествующего опыта и убеждений тех, кто ими пользуется. Поэтому невозможно ожидать, что два учёных, наблюдающих или проводящих эксперименты над одним и тем же явлением или объектом, придут к одинаковым, не зависимым от теорий выводам. Наблюдение не может быть нейтральным способом разрешать теоретические противоречия. Зависимость наблюдения от теории означает, что даже если между учёными существует согласие об используемых методах логического рассуждения и интерпретации, они всё равно могут иметь разные взгляды на природу эмпирических данных.